# 레슬리 데이비드 베이커
레슬리 데이비드 베이커(영어: Leslie David Baker)는 미국의 영화 및 텔레비전 배우이다. NBC 《오피스》의 스탠리 허드슨 역으로 유명하다. 또 《스크럽스》와 《70년대쇼》에서 단역으로 출연했으며 오피스맥스의 "Rubberband Man" 광고 시리즈에도 출연했다. 이외에도 《말콤네 좀 말려줘》에서 경찰관 역을, 《액션》에서 보안관 역을 맡아 출연하기도 했다. 시카고 로욜라 대학교에서 심리학 학사를, 시카고 유대인 학교에서 인적 서비스 관리학 석사를 취득했다.

## 출연작
- 《마이 네임 이즈 얼》 (2007) - 경찰관 역 (게스트)
- 《오피스》 (2005-) - 스탠리 허드슨 (조연)
- 《엘리자베스타운》 (2005) - 공항 보안원 #2 역
- 《라인 오브 파이어》 (2004) - 라지 맨 역 (게스트)
- 《스크럽스》 (2003) - 응급 환자 역 (게스트)
- 《저스트 슛 미》 (2002) - 남자 역 (게스트)
- 《가디언》 (2001-2003) - 테디 데시카 역 (3개 에피소드)
- 《70년대쇼》 (2001) - 문지기 역 (시즌 3, 에피소드 24 - 백스테이지 패스)
- 《로드 투 리뎀션》 (2001) - 견인차 운전기사 역
- 《말콤네 좀 말려줘》 (2000-2003) - 경찰, 손님 역 (2개 에피소드)
- 《액션》 - 경비원 (게스트)